# Cyberstratège
 (avril 2017).
Cyberstratège était un magazine consacré aux jeux de stratégie informatiques.

## Historique
Lancé une première fois de 1997 à 2000 (18 numéros), le magazine renaît en 2006 autour d'une équipe relativement proche,,,. Après deux années d'existence et 15 numéros, cette nouvelle formule cesse elle aussi d'exister.
Néanmoins, le site du magazine s'est entre-temps reconverti en portail axé sur les jeux de stratégie et continue à publier des news, analyses et tests de jeux vidéo de stratégie. Ce site disparaît fin 2011 puis renaît sous une forme proche en janvier 2012 sous le nom de Gazette du wargamer.